# Municipio de Pan de Azúcar
El municipio de Pan de Azúcar es uno de los ocho municipios del departamento de Maldonado, en Uruguay. Fue creado por la Ley Nº 18.653 del 15 de marzo de 2010.

## Territorio
El municipio se encuentra localizado en la zona oeste del departamento homónimo. Cuenta con un área de 719 km² (15% del área departamental) y una población aproximada de 9500 habitantes (4,99% de la población departamental).

### Localidades incluidas en el municipio
- Gerona
- Laguna de los Cisnes
- Nueva Carrara
- Pan de Azúcar
- Puntas de Pan de Azúcar

## Límites
Según los Decretos Nº 3862 y 3863 de la Junta Departamental de Maldonado, se estableció la siguiente jurisdicción territorial:

Artículo 3º) Créase el Municipio de PAN DE AZÚCAR, el que tendrá la siguiente jurisdicción territorial:

Al Norte: Departamento de Lavalleja

Al Sur: Ruta 93

Al Este: Arroyo el Sauce, Sierra del Sauce y Borde de las Lagunas del Potrero, de los Cisnes y del Sauce.

Al Oeste: Sierra de las Ánimas y Arroyo Las Flores hasta Ruta 93.

## Distritos electorales
Según el Decreto Nº 3909 del 2 de diciembre de 2014 (decreto ampliatorio del 3862) de la Junta Departamental de Maldonado, se dispusieron las siguientes series electorales:
- DCA: Pan de Azúcar
- DCC: Sierras de Pan de Azúcar

## Autoridades
La autoridad del municipio es el Concejo Municipal, compuesto por el Alcalde y cuatro Concejales.
| Nº | Alcalde                     | Partido          | Inicio del mandato      | Fin del mandato         | Observaciones     | Concejales                                                                                        |
| -- | --------------------------- | ---------------- | ----------------------- | ----------------------- | ----------------- | ------------------------------------------------------------------------------------------------- |
| 1  | Miguel Ángel Plada          | Partido Nacional | 9 de julio de 2010      | julio de 2015           | Alcalde elegido   | Alejandro Echavarría (PN) Darío Toledo (FA) Fernando González (FA) Milton O. Fontes (PC)          |
| 2  | Miguel Ángel Plada          | Partido Nacional | julio de 2015           | 26 de noviembre de 2020 | Alcalde reelegido | Washington Mendizábal (PN) Hugo Arellano (PN) Darío Toledo (FA) Alberto González Tuvi (FA)        |
| 3  | Rubens Alejandro Echavarría | Partido Nacional | 27 de noviembre de 2020 | 2025                    | Alcalde elegido   | Beatriz Villareal (PN) María del Carmen Alfonso (PN) Juan Martínez Donate (PN) Fabiana Danta (FA) |